# LAB (Band)

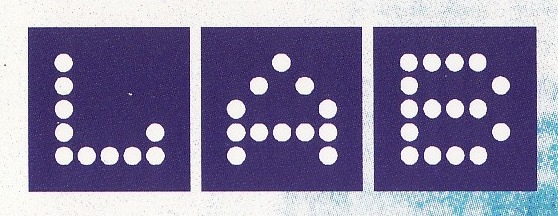
Logo der finnischen Band LAB

LAB ist eine finnische Rockband, die 1997 in Helsinki gegründet wurde.
Der Name der Band rührt daher, dass die Mitglieder in ihrer Anfangszeit mit der Technik des Tonstudios noch nicht vertraut waren und sich wie in einem Labor vorkamen, als sie sämtliche Funktionen der Reihe nach durchprobierten.

## Geschichte
Den ersten Plattenvertrag erhielten die fünf Finnen bei BMG Records, unter deren Label die Singles Get Me a Name, Til You're Numb, Isn't He Beautiful, Killing Me und das Album Porn Beautiful veröffentlicht werden. 
2002 wurde der Song Beat the Boys im Computerspiel FlatOut als Hintergrundmusik für das Intro verwendet. Die Band erlangte dadurch große Bekanntheit.
2003 folgt in Deutschland ein Plattenvertrag bei Drakkar. Mit ihrer Single Beat the Boys können erste Erfolge in Deutschland sowie weitere in Finnland gefeiert werden. Aus dem darauffolgenden Album wird noch die Single Machine Girl ausgekoppelt. 
Zwei Jahre später folgt nach kurzer Verspätung das dritte Album Where Heaven Ends und die Single When Heaven Gets Dirty.

## Stil
Die Sängerin selbst bezeichnet den Musikstil als „Hard Pop“ oder Rock mit Frauenstimme. Im Portfolio der Band befinden sich ruhige Balladen, die sich mit schnellen, rockigen Stücken abwechseln, wobei immer die Stimme der Sängerin Ana dominiert.

## Diskografie

### Alben
- 2000: Porn Beautiful
- 2002: Devil Is a Girl
- 2005: Where Heaven Ends

### Singles
- 1999: Get Me A Name
- 1999: ’Til You're Numb
- 2000: Isn't He Beautiful
- 2000: Killing Me
- 2002: Beat the Boys
- 2003: Machine Girl
- 2005: When Heaven Gets Dirty